# ベウダンティセラス
ベウダンティセラス（学名：Beudanticeras）は、後期白亜紀のアルビアンからセノマニアンに生息し絶滅したアンモナイトの属。本属は、アンモナイト亜綱デスモセラス科に属する。
ベウダンティセラスの殻は、中程度の伸開線で、側面は凸型から平坦、縁は狭くアーチ状になっている。渦は、外渦が次の内渦の大部分を包み込み、小さな螺旋状の臍を残すような形であった。殻は一般に滑らかであり、弱い肋がある場合もあるが、結節はない。縫合線はアンモナイト質である。
ベウダンティセラスの起源はウリゲラの可能性があるが、ウリゲラは初期のベウダンティセラスと一部同時代のものである。その他の近縁属には、ベウダンティエラ、ブレウェリセラス、ズルチェレラ、おそらくプセウドサイネラが含まれる。

## 種
以下は、ベウダンティセラスの認定されている種の一覧を示す。
- B. alamoense
- B. arduennense
- B. argonauticum
- B. beudanti
- B. flindersi
- B. hirtzi
- B. ingente
- B. komihevitraense
- B. mullerriedi
- B. robustum
- B. sutherlandi
- B. victoris

## 分布
ベウダンティセラスの化石は、アンゴラ、南極、アルゼンチン、オーストラリア、カナダ（ブリティッシュコロンビア州、ノースウェスト準州、ヌナブト準州）、コロンビア（ヒロ層、トリマ県）、ドミニカ共和国、エジプト、フランス、ドイツ、グリーンランド、イラン、マダガスカル、メキシコ、モロッコ、モザンビーク、オランダ領アンティル、ペルー、ロシア、南アフリカ、スイス、イギリス、アメリカ（アリゾナ州、カリフォルニア州）、ベネズエラで発見されている。